# Milton (Vermont)
Milton es un pueblo ubicado en el condado de Chittenden en el estado estadounidense de Vermont. En el año 2010 tenía una población de 10.352 habitantes y una densidad poblacional de 65,64 personas por km².

## Geografía
Milton se encuentra ubicado en las coordenadas 44°37′53″N 73°8′13″O / 44.63139, -73.13694.

## Demografía
Según la Oficina del Censo en 2000 los ingresos medios por hogar en la localidad eran de $49,379 y los ingresos medios por familia eran $50,972. Los hombres tenían unos ingresos medios de $36,149 frente a los $27,256 para las mujeres. La renta per cápita para la localidad era de $20,048. Alrededor del 5.1% de la población estaban por debajo del umbral de pobreza.